# Otacilia luzonica
Otacilia luzonica är en spindelart som först beskrevs av Simon 1898.  Otacilia luzonica ingår i släktet Otacilia och familjen flinkspindlar.
Artens utbredningsområde är Filippinerna. Inga underarter finns listade i Catalogue of Life.